# بلانة (قافزات الأوراق)
بلانة (الاسم العلمي: Ballana) هي تحت جنس (جُنيس) من (الاسم العلمي: Gloridonus) ضمن فصيلة قافزات الأوراق. يُوجد على الأقل 50 نوع موصوفٍ تحت البلانة.

## الأنواع
هذه الأنواع هي أعضاء من تحت جنس البلانة:
- Gloridonus adversus [الإنجليزية] ديلونج، 1937
- Gloridonus ajo [الإنجليزية] هاملتون، 2014
- Gloridonus angulus [الإنجليزية] ديلونج، 1937
- Gloridonus aptus [الإنجليزية] ديلونج، 1964
- Gloridonus arcuatus [الإنجليزية] ديلونج، 1964
- Gloridonus atelus [الإنجليزية] ديلونج، 1964
- Gloridonus atridorsum [الإنجليزية] فان دوزي، 1894
- Gloridonus baja [الإنجليزية] هاملتون، 2014
- Gloridonus basala [الإنجليزية] ديلونج، 1964
- Gloridonus bifidus [الإنجليزية] ديلونج، 1937
- Gloridonus calceus [الإنجليزية] ديلونج، 1937
- Gloridonus caliperus [الإنجليزية] ديلونج، 1937
- Gloridonus callidus [الإنجليزية] ديلونج، 1937
- Gloridonus chiragricus [الإنجليزية] بول، 1900
- Gloridonus chrysothamnus [الإنجليزية] ديلونج ودافيدسون، 1934
- Gloridonus cuna [الإنجليزية] ديلونج، 1937
- Gloridonus curtus [الإنجليزية] ديلونج، 1964
- Gloridonus curvatus [الإنجليزية] ديلونج، 1964
- Gloridonus delea [الإنجليزية] ديلونج، 1937
- Gloridonus dena [الإنجليزية] ديلونج، 1937
- Gloridonus dolus [الإنجليزية] ديلونج، 1964
- Gloridonus effusus [الإنجليزية] ديلونج، 1964
- Gloridonus filamenta [الإنجليزية] ديلونج، 1937
- Gloridonus flexus [الإنجليزية] ديلونج، 1964
- Gloridonus forfex [الإنجليزية] هاملتون، 2014
- Gloridonus gerula [الإنجليزية] بول، 1910
- Gloridonus hamus [الإنجليزية] ديلونج، 1937
- Gloridonus hebeus [الإنجليزية] ديلونج، 1937
- Gloridonus indens [الإنجليزية] ديلونج، 1937
- Gloridonus ipis [الإنجليزية] ديلونج، 1964
- Gloridonus jacumba [الإنجليزية] هاملتون، 2014
- Gloridonus nigridens [الإنجليزية] ديلونج، 1937
- Gloridonus occidentalis [الإنجليزية] ديلونج، 1937
- Gloridonus ornatus [الإنجليزية] ديلونج، 1964
- Gloridonus orthus [الإنجليزية] ديلونج، 1937
- Gloridonus plenus [الإنجليزية] ديلونج، 1937
- Gloridonus polica [الإنجليزية] ديلونج، 1937
- Gloridonus projectus [الإنجليزية] ديلونج، 1964
- Gloridonus quintini [الإنجليزية] هاملتون، 2014
- Gloridonus recurvatus [الإنجليزية] ديلونج، 1937
- Gloridonus secus [الإنجليزية] ديلونج، 1937
- Gloridonus spinosus [الإنجليزية] ديلونج، 1937
- Gloridonus titusi [الإنجليزية] بول، 1910
- Gloridonus traversus [الإنجليزية] ديلونج، 1964
- Gloridonus undatus [الإنجليزية] ديلونج، 1964
- Gloridonus vastulus [الإنجليزية] بول، 1910
- Gloridonus velosus [الإنجليزية] ديلونج، 1937
- Gloridonus venditarius [الإنجليزية] بول، 1910
- Gloridonus verutus [الإنجليزية] فان دوزي، 1925
- Gloridonus vescus [الإنجليزية] بول، 1910
- Gloridonus vetulus [الإنجليزية] بول، 1910
- Gloridonus viriosus [الإنجليزية] بول، 1910
- Gloridonus visalia [الإنجليزية] بول، 1910
- Gloridonus vivatus [الإنجليزية] بول، 1910
- Gloridonus yolo [الإنجليزية] هاملتون، 2014